# 馬廷用
馬廷用 （1447年—1519年），字良佐，號紫崖，四川順慶府西充縣紫岩乡人，明朝政治人物。

## 生平
成化十四年（1478年）戊戌科二甲進士。历官翰林院编修，升侍读学士，官至南京禮部右侍郎。

## 著作
有《紫崖文集》30卷。

## 家族
曾祖馬愈音，祖馬覺照，父馬鐸，母賈氏。
长子马金，成化二十年进士。四子馬龠，五子馬仝弘治十二年同中进士。